# Novella (album)
Albums de Renaissance
Live at Carnegie Hall
(1976) A Song for All Seasons
(1978)
Novella est le septième album studio du groupe rock progressif britannique Renaissance, sorti en 1977.

## Historique

### Enregistrement et production
L'album Novella est enregistré en novembre 1976 au De Lane Lea Music Centre à Wembley au Royaume-Uni par l'ingénieur du son Dick Plant assisté de Barry Kid,,.
L'album est produit par Renaissance et les arrangements orchestraux sont réalisés par Richard Hewson,,.
La mastérisation (matriçage) est effectuée au De Lane Lea Music Centre, comme l'enregistrement,,.

### Publication et réédition
L'album sort en 1977 en format disque vinyle long play (LP) au Royaume-Uni sous la référence K56422 sur le label Warner Records,,. Il sort la même année dans d'autres pays sur les labels Warner Records, GRT et Sire.
La pochette de l'album est réalisée par Churchmouse et non par Hipgnosis comme les albums précédents,. Les illustrations sont de la main de Pamela Brown et les portraits des membres du groupe qui illustrent l'arrière de la pochette sont peints par Amy Tuttle,,.
L'album est réédité en CD à partir de 1991 par les labels Sire, Warner Records, Arcàngelo, Repertoire Records, Esoteric Recordings et Wounded Bird Records.

## Accueil critique
Le site AllMusic n'attribue que 2 étoiles à l'album Novella. Le critique Bruce Eder d'AllMusic souligne que « À cette époque, la formule qui sous-tendait le son du groupe était devenue prévisible, tout comme bon nombre de ses chansons, bien que ce disque et son successeur aient conservé un certain intérêt pour le noyau dur des fans ».

## Titres

### Face 1
1. Can You Hear Me? (Camp-Dunford-Thatcher) - 13:39
2. The Sisters (Dunford-Thatcher-Tout) – 7:14

### Face 2
1. Midas Man (Dunford-Thatcher) – 5:45
2. The Captive Heart (Camp-Dunford) – 4:12
3. Touching Once (Is So Hard to Keep) (Camp-Dunford) – 9:25

## Musiciens
- Selon le livret inclut avec l'album. 
- Annie Haslam : chant, percussions diverses
- Michael Dunford : guitares acoustiques 6 et 12 cordes, chœurs
- Jon Camp : basse Rickenbacker, guitare acoustiques, chant sur The Captive Heart, chœurs, pédales basse Moog Taurus, violoncelle sur The sisters
- John Tout : grand piano Steinway, clavinet Hohner D6, synthétiseurs analogues, percussions, chœurs
- Terence Sullivan : batterie, percussions, chœurs

## Musiciens invités
- Richard Hewson : arrangements orchestraux et direction de l'orchestre
- Non crédité : solo de saxophone sur (5)